# Fondanela
Fondanela è un brano della cantautrice italiana Momo, pubblicato come singolo nel 2007 e inserito nel primo album della cantante Il giocoliere.  

## Descrizione e storia
Fondanela è un brano pop da 140 battiti e si rifà alle sonorità orientali. Il testo è puramente surreale ed è ritmato da un balletto. In molti hanno più volte sostenuto che la canzone sia copiata da Living in Your Head dei Soundlovers.
La canzone fu dapprima presentata per il festival di Sanremo del 2007, ma fu scartata dalla commissione esaminatrice. Allora Piero Chiambretti, conduttore del DopoFestival di quell'anno, decise di far comunque esibire Momo alla sua trasmissione. Così il brano iniziò a ricevere popolarità, diventando un tormentone estivo di quell'anno ed entrando nella classifica dei singoli della FIMI. In seguito a questo successo, Chiambretti fece entrare Momo come ospite fisso nella trasmissione Markette - Tutto fa brodo in TV su LA7.

## Classifiche
| Classifica (2007) | Posizione massima |
| ----------------- | ----------------- |
| Italia            | 15                |